# Der König von Narnia
Der König von Narnia bzw. Die Abenteuer im Wandschrank oder: Der Löwe und die Hexe (englischer Originaltitel: The Lion, the Witch and the Wardrobe, dt. Der Löwe, die Hexe und der Kleiderschrank) ist ein Fantasy-Roman für Kinder des irischen Schriftstellers C. S. Lewis. Das Buch erschien 1950, ihm folgten in der Serie Die Chroniken von Narnia noch sechs weitere Bände nach. In der Erzählreihenfolge der Chroniken ist der König von Narnia der zweite Band nach dem 1956 erschienenen Das Wunder von Narnia.

## Inhalt
Der König von Narnia beschreibt die Geschichte der vier Geschwister Peter, Susan, Edmund und Lucy, die angesichts der Luftangriffe auf London während des Zweiten Weltkrieges aufs Land zum alten Professor Kirke geschickt werden. In seinem geheimnisvollen großen Haus geraten die vier Kinder zufällig durch einen Kleiderschrank in die fantastische Welt von Narnia, die von mythischen Geschöpfen wie Zentauren, Faunen und Nymphen, Märchenfiguren wie Zwergen und Riesen sowie von sprechenden Tieren bewohnt wird. Als erste verschlägt es die Jüngste, Lucy, nach Narnia, in dem ein eisiger Winter herrscht; sie schließt im Laternendickicht (in dessen Mitte eine Straßenlaterne steht) Freundschaft mit dem Faun Tumnus, der ihr berichtet, dass in Narnia seit hundert Jahren Winter herrscht, aber ohne Weihnachtsfest. Verursacht wird der Winter durch die „Weiße Hexe“, Jadis, die sich zur Kaiserin von Narnia aufgeschwungen hat und mit ihrem Zauber das Land in Winter hüllt und alle Gegner in Stein verwandelt. Sie fürchtet nur das Erscheinen von „zwei Söhnen Adams und zwei Töchtern Evas“, die nach einer uralten Prophezeiung die vier Thronsessel in der alten Königsfeste Feeneden besteigen und ihre Herrschaft beenden werden.
Nach ihrer Rückkehr in unsere Welt glauben Lucys Geschwister ihr nicht, als sie ihnen von ihrem Abenteuer berichtet. Kurz darauf gelangt jedoch auch Edmund durch den Schrank nach Narnia, er aber begegnet der Weißen Hexe, die aus seinen Erzählungen über seine drei Geschwister die Gefahr der Erfüllung der Prophezeiung erkennt und Edmund durch verzauberten türkischen Honig und Versprechungen von Königtum verdirbt und auf ihre Seite zieht. Deshalb erzählt Edmund nach seiner Rückkehr aus Narnia auch nichts von seinen Abenteuern und bezichtigt Lucy weiter der Lüge.
Schließlich gelangen aber alle vier Kinder nach Narnia. Sie werden von jenen magischen Geschöpfen, die heimlich der Weißen Königin Widerstand leisten, in Sicherheit gebracht. Der Faun Tumnus, der eigentlich der Hexe die Ankunft jedes Menschen hätte melden müssen, wurde mittlerweile für seine Untreue in Stein verwandelt. Eine Biberfamilie nimmt die vier Kinder bei sich auf. Sie planen, sie zum alten Steintisch zu bringen, an dem sie Aslan treffen wollen, den zurückgekehrten wahren Herrscher und Schöpfer Narnias, der in der Gestalt eines gewaltigen Löwen erscheint. Edmund aber verlässt heimlich den Biberbau und läuft in das Schloss der Weißen Hexe, der er die Ankunft seiner Geschwister und den Plan verrät, Aslan zu treffen. Er erhält aber dafür nicht die erhoffte Belohnung, sondern wird von der Hexe versklavt.
Mittlerweile haben die anderen Kinder den Verrat ihres Bruders erkannt und flüchten mit den Bibern, verfolgt von der Wolfsgarde der Hexe. Unterwegs aber treffen sie den Weihnachtsmann, da die bevorstehende Ankunft Aslans nun auch den gewohnten Jahreslauf wieder in Gang bringt. Die Kinder erhalten von ihm Waffen und andere nützliche Geschenke für den bevorstehenden Kampf gegen die Hexe und ihre Anhänger. Schließlich bricht der Frühling herein, und die Kinder gelangen zum Steintisch, wo sie voller Ehrfurcht Aslan gegenübertreten. Er versammelt dort die ihm treuen Geschöpfe Narnias und ernennt Peter zum Feldherrn seiner Armee.
Auch die Hexe versammelt ihr Heer. Sie schlägt Aslan Verhandlungen vor und offenbart ihm, dass sie Edmund wegen seines Verrates gemäß den uralten magischen Gesetzen töten wird. Um dies zu verhindern, bietet ihr Aslan einen Tausch an. Edmund wird daraufhin freigelassen.
Des Nachts verlässt Aslan das Feldlager, wird dabei aber von Susan und Lucy bemerkt. Sie folgen ihm heimlich und müssen dann mitansehen, wie sich Aslan freiwillig in die Hände der Hexe und ihrer Truppen begibt und sich ohne Widerstand auf dem Steintisch fesseln, scheren, verhöhnen und schließlich töten lässt. Dieses Opfer war notwendig, um Edmund zu befreien. Die Hexe zieht daraufhin mit ihren Truppen weiter, um den Rest des Heeres von Aslan zu zerstören. Lucy und Susan weinen um den toten Aslan, werden dann aber Zeugen eines Wunders. Mäuse zernagen die Fesseln des Löwen, dann verschwindet sein Körper, und schließlich kehrt er lebend zurück. Da er sich als unschuldiges Opfer zur Verfügung gestellt hatte, kann er aufgrund noch älterer, der Hexe unbekannter, Gesetze ins Leben zurückkehren.
Aslan dringt dann mit Lucy und Susan in das Schloss der Hexe ein und erlöst hunderte von versteinerten Geschöpfen, darunter den Faun Tumnus. Mit diesen neuen Scharen können sie gerade noch rechtzeitig in die Schlacht zwischen der Hexe und dem Heer eingreifen, das unter dem Befehl von Peter kämpft. Aslan tötet die Weiße Hexe, die guten Geschöpfe Narnias siegen.
Nach der Befreiung Narnias ernennt Aslan Peter zum Hochkönig des Landes und Edmund, der sich durch seine Tapferkeit in der Schlacht rehabilitiert hat, Susan und Lucy zu König und Königinnen. Sie besteigen die Thronstühle in Cair Paravel (in manchen Übersetzungen „Feeneden“) und regieren das Land nach der Rückkehr Aslans in sein Reich jenseits des östlichen Ozeans viele Jahre glücklich (an dieser Stelle knüpft der nächste Teil Der Ritt nach Narnia an). Einmal aber gelangen sie, bei der Jagd auf den Weißen Hirsch, in den Laternenwald und durch den Kleiderschrank in unsere Welt, wo nur wenige Augenblicke vergangen sind und sie wieder als die Kinder leben, die sie zu Beginn der Geschichte waren.

## Christliche Deutung
Der Theologe Markus Mühling interpretiert „Die Chroniken von Narnia“ als zutiefst christlich geprägt. Aslan erinnert an Christus. Sein freiwilliger Opfertod entspricht der Kreuzigung Jesu und seiner Auferstehung. Wie im Neuen Testament erscheint der Auferstandene zuerst zwei Frauen: Susan und Lucy. Sein Vater jenseits des Meeres wäre dann Gott-Vater, die Kinder Aslans die Jünger. Edmund steht für den sündigen Menschen, der erlöst wird und dem die Umkehr ermöglicht wird.
Die Hexe Jadis erinnert gerade durch ihre Rolle als Verführerin an den Satan. Auch gehört das Blut aller Verräter ihr und ist fortan ihr Eigentum.
Ebenso kann sie als das Verführerische oder die Sünde selbst gesehen werden, da sie zart und schön und doch im Verborgenen kalt und grausam ist. Des Weiteren kann man sie als den Tod selbst definieren, da sie mit ihrem Herrschaftszepter das Leben anderer raubt, die von dessen Spitze berührt werden, und in ihrem Palast an sich bindet.
Die Warzenweiber, um den Steinernen Tisch herum, werden als Todesbringer dargestellt und erfreuen sich am Leiden Aslans. Dem christlichen Verständnis nach symbolisieren diese die Hölle und den Teufel mit seinen Handlangern. Letztere dachten zunächst, sie hätten über Jesus nach seiner Kreuzigung gesiegt, mussten aber ihren Irrtum erkennen. Die Auferstehung Aslans als Zeichen, dass das Leben über den Tod siegt, begründet den Ausgang der Kampfszene zwischen Aslan und Jadis. Aslan, Symbol des Lebens, siegt über Jadis, die ihrerseits den Tod darstellt.

## Verfilmungen und Vertonungen
- 1967: The Lion, the Witch, & the Wardrobe (TV, Miniserie)
- 1979: Der König von Narnia (TV, Trickfilm)
- 1988: Die Chroniken von Narnia: Der König von Narnia (TV, Realfilm)
- 2005: Die Chroniken von Narnia: Der König von Narnia (Kino, Realfilm)
- Die Gruppe 2nd Chapter of Acts produzierte 1980 das Konzeptalbum Roar Of Love, das den Inhalt des Buches in 14 Liedern wiedergibt.
- 2021: Der König von Narnia, zweiteiliges Hörspiel von Robert Schoen (SWR/NDR)[4]